# Янгосово
Янгосово (мар. Янгысола) — деревня в Горномарийском районе Марий Эл Российской Федерации. Входит в состав Виловатовского сельского поселения.
Численность населения — 65 чел. (2010 год).

## География
Располагается в 5,5 км от административного центра сельского поселения — села Виловатово, на левом берегу реки Большая Сундырка, между деревнями Аргаево и Афонькино.

## История
Впервые упоминается в 1859 году как деревня «Другая Яктерля (Янгосово, Аргайкино)».

## Население
| 2002 | 2010 |
| ---- | ---- |
| 87   | ↘65  |